# Black'n'Wild
Black'n'Wild è il terzo EP dei Not Moving, pubblicato dalla casa discografica Spittle Records nel 1985.

## Tracce
Lato A
1. Crawling
2. Eternal Door

Lato B
1. Goin' Down
2. I Just Wanna Make Love to You
3. Untitled